# Platysenta intermittens
Platysenta intermittens là một loài bướm đêm trong họ Noctuidae.